# Giù la testa
Giù la testa (lit. "Agacha la cabeza") es una película de Italia de 1971, perteneciente al subgénero del spaghetti western, dirigida por Sergio Leone y protagonizada por James Coburn y Rod Steiger. Fue la penúltima película de Leone, ambientada en el México revolucionario de principios del siglo XX. Ésta es la segunda parte de la trilogía conocida como Once upon a time Trilogy, precedida por la película C'era una volta il West (1968) y sucedida por Érase una vez en América (1984).
En español se le conoce con diversos títulos: Agacha la cabeza, ¡Agáchate, maldito!, ¡Agáchate tonto!, Los Héroes de Mesa Verde, Por Un Puñado de Dinamita y Érase una vez la Revolución.
Antes de que se iniciase el rodaje, el director Sergio Leone había considerado al cantante y actor mexicano Antonio Aguilar, quien interpretó a diversos personajes de la Revolución mexicana como Emiliano Zapata, Pancho Villa y Felipe Carrillo Puerto en películas mexicanas de aquella época, para el papel del bandido Juan Miranda antes que a Rod Steiger, pero por diversos problemas de agenda que Aguilar tenía en esos momentos nunca se llegó a ningún acuerdo ni siquiera a ofrecérsele el papel y al final Steiger se quedó con dicho papel. Otro actor que fue considerado para el papel de Juan Miranda fue Eli Wallach, quien rechazó el papel por diferencias con Leone.
La película fue distribuida por United Artists, aunque originalmente iba a ser producida por Paramount Pictures.

## Sinopsis
Juan Miranda (Rod Steiger), un vulgar ladrón mexicano, y John Mallory (James Coburn), irlandés veterano del IRA y experto en explosivos, se conocen en México, y planean trabajar juntos robando bancos, o al menos eso es lo que cree Miranda. Un día dinamitan lo que Miranda creía que era un banco local, y que resulta ser una prisión para revolucionarios. Mallory ya lo sabía, pues es uno de los activistas en pro de la Revolución mexicana. La explosión libera a los revolucionarios que estaban presos y ambos se convierten en héroes de dicha revolución. Poco tiempo después, las tropas del gobierno, comandadas por el coronel Gutiérrez, comienzan a seguirles los pasos.

## Trama
En el México Revolucionario de 1913, Juan Miranda, un forajido mexicano que lidera una familia de bandidos, roba un carruaje de hombres ricos, integrado por extranjeros, clero y burguesía, y viola a una pasajera llamada Adelita que lo insultó. Pasando en motocicleta se encuentra John H. Mallory, uno de los primeros expertos republicanos irlandeses, que trabaja en México como buscador de plata. Descubriendo su habilidad con la dinamita y la nitroglicerina, Juan le pide a John que lo ayude a robar el Banco Nacional Mesa Verde. Después de que John inicialmente se niega, Juan lo incrimina por el asesinato de su empleador y varios soldados, convirtiéndolo en un criminal buscado y ofreciendo "protegerlo" a cambio de su ayuda. John acepta a regañadientes ayudar a Juan a robar el banco, pero escapa camino a Mesa Verde. 
Al llegar a la ciudad antes de Juan, John se pone en contacto con los revolucionarios mexicanos dirigidos por el médico Dr. Villega y acepta usar sus explosivos a su servicio. Cuando llega Juan, John lo incorpora a las filas de los revolucionarios. El banco es alcanzado como parte de un ataque orquestado contra el ejército mexicano. Juan, interesado solo en el dinero del banco, se sorprende al descubrir que no tiene fondos y, en cambio, está siendo utilizado por el ejército como una prisión política. John, Juan y su familia terminan liberando a cientos de prisioneros, lo que sin darse cuenta (y en contra de sus deseos) hace que Juan se convierta en un "gran, grandioso y glorioso héroe de la revolución".
Los revolucionarios son perseguidos a las colinas por un destacamento del ejército dirigido por el coronel Günther Reza. John y Juan se ofrecen como voluntarios para quedarse con dos ametralladoras y dinamita. Gran parte del destacamento del ejército mexicano es destruido al cruzar un puente, que es volado por John. El coronel Reza, que comanda un vehículo blindado, sobrevive. Después de la batalla, John y Juan descubren que la mayoría de sus compañeros, incluidos el padre y los hijos de Juan, han sido asesinados por el ejército en una cueva que servía como escondite de los rebeldes. Apesadumbrado y enfurecido, Juan sale a luchar contra el ejército solo y es capturado. John se cuela en el campamento, donde es testigo de ejecuciones de muchos de sus compañeros revolucionarios por un pelotón de fusilamiento, secuencia en la que Leone realiza un homenaje de Los fusilamientos del 3 de mayo de Goya. Los soldados habían sido informados por el Dr. Villega, después de ser torturado por el coronel Reza y sus hombres. Esto evoca en John recuerdos de una traición similar por parte de Sean Nolan, su mejor amigo en Irlanda. Después de que Sean identificó a John, John mató a dos Soldados británicos y luego mató a Sean, convirtiéndolo en un fugitivo y obligándolo a huir de Irlanda. Juan se enfrenta a un pelotón de fusilamiento propio, pero John llega y vuela la pared con dinamita justo a tiempo. Escapan en la motocicleta de John.
John y Juan se esconden en el vagón de animales de un tren. Se detiene para recoger al tiránico gobernador Don Jaime, quien huye (con una pequeña fortuna) de las fuerzas revolucionarias de Pancho Villa y Emiliano Zapata. Cuando el tren es emboscado, John, como prueba de la lealtad de Juan, le permite elegir entre disparar al gobernador o aceptar un soborno de él. Juan mata a Jaime, robando también el botín del gobernador. Cuando se abren las puertas del carruaje, Juan es recibido por una gran multitud y una vez más es aclamado inesperadamente como un gran héroe de la revolución. El dinero se lo quita el general revolucionario Santerna.
En un tren con comandantes de la revolución, a Juan y Juan se les une el Dr. Villega, que ha escapado. Sólo John sabe de la traición de Villega. Se enteran de que las fuerzas de Pancho Villa se retrasarán 24 horas y que en unas horas llegará en pocas horas esa noche un tren del ejército con mil soldados y armas pesadas, encabezado por el coronel Reza, que seguramente dominará la posición rebelde. John sugiere que carguen una locomotora con dinamita y la envíen de frente. Necesita otro hombre, pero en lugar de elegir a Juan, que es voluntario, elige al Dr. Villega. A Villega le queda claro que John sabe de la traición, pero John dice que solía juzgar a la gente, pero ya no lo hace. John le suplica que salte de la locomotora antes de que golpee el tren del ejército, pero Villega se siente culpable y permanece a bordo. John salta en el tiempo y los dos trenes chocan y explotan,
La emboscada de los revolucionarios tiene éxito, pero cuando John se acerca para encontrarse con Juan, el coronel Reza le dispara en la espalda. Un Juan enfurecido dispara al Coronel con una ametralladora. Mientras John yace moribundo, sigue teniendo recuerdos de Sean y de una mujer joven a la que ambos aparentemente amaban. Juan se arrodilla a su lado para preguntar por el Dr. Villega. John guarda el secreto del médico y le dice a Juan que murió como un héroe de la revolución. Cuando Juan va a buscar ayuda, John, herido de muerte, sabiendo que su fin está cerca, lanza una segunda carga que secretamente colocó en caso de que la batalla saliera mal. Horrorizado por la repentina muerte de su amigo, Juan mira los restos en llamas de John, antes de volverse hacia la cámara y preguntar con tristeza: "¿Qué hay de mí?".

## Reparto
- James Coburn: John H. Mallory
- Rod Steiger: Juan Miranda
- Maria Monti: Adelita
- Romolo Valli: Dr. Villegas
- Rik Battaglia: Santerna
- Franco Graziosi: Gobernador Jaime
- Antoine Saint-John: Gutiérrez / Coronel Günther Reza
- Vivienne Chandler: novia de John (flashback)
- David Warbeck: Sean Nolan, amigo de John (flashback)
- Giulio Battiferri: Miguel

## Premios

### David de Donatello
| Año  | Categoría      | Candidato    | Resultado |
| ---- | -------------- | ------------ | --------- |
| 1972 | Mejor director | Sergio Leone | Ganador   |